# 7541 Nieuwenhuis
7541 Nieuwenhuis è un asteroide della fascia principale. Scoperto nel 1977, presenta un'orbita caratterizzata da un semiasse maggiore pari a 2,6864091 UA e da un'eccentricità di 0,1125999, inclinata di 4,84054° rispetto all'eclittica.